# Coba van der Lee
Jacoba Adriana (Coba) van der Lee (Rotterdam, 6 januari 1893 – Hilversum, 14 september 1972) was een Nederlandse kunstschilder.

## Biografie
Van der Lee was een dochter van Cornelis Gijsbertus van der Lee en Johanna Cornelia Elisabeth Geertruida Knottenbelt. Haar vader, een commissionair in Rotterdam, overleed een jaar na haar geboorte. In 1906 hertrouwde haar moeder met kunstenaar Theo Nieuwenhuis. Van der Lee volgde een opleiding aan de Rijksnormaalschool voor Teekenonderwijzers in Amsterdam. Ze trouwde in 1912 met de schilder André Idserda. Het paar verhuisde naar België, tijdens de Eerste Wereldoorlog woonden ze in Nederland, daarna weer in België. In 1936 gingen ze uit elkaar en trok Van der Lee naar Hilversum. 
Van der Lee schilderde onder meer bloemstillevens, landschappen en portretten. Ze was lid van de Hilversumse Vereniging van Beeldende Kunstenaars. Haar zoons Theo Idserda (1915-1992) en Jacques Idserda (1918-2007) werden ook kunstschilders. Ze overleed op 79-jarige leeftijd in Hilversum.